# Comuni dell'Angola
Elenco dei 618 comuni (comunas) dell'Angola, suddivisioni di terzo livello dopo province e municipalità:
| Provincia      | Capoluogo    | Comuni |
| -------------- | ------------ | --- |
| Bengo          | Caxito       | Ambriz, Kakalo-Kahango, Ícolo e Bengo, Cassoneca, Bela Vista, Tabi, Zala, Kikabo, Barra do Dande, Muxiluando, Kixico, Kanacassala, Gombe, Kicunzo, Kage, Mabubas, Caxito, Ucua, Piri, Quibaxe, São José das Matas, Kiaje, Paredes, Bula Atumba, Pango, Kabiri, Bom Jesus, Catete, Calomboloca, Kazua, Muxima, Dembo Chio, Mumbondo, Kixinje. |
| Benguela       | Benguela     | Alda Lara, Asfalto, Babaera, Balombo, Benfica, Benguela, Biópio, Bocoio, Candumbo, Catumbela, Chigongo, Chikuma, Chila, Chindumbo, Chongorói, Compão, Cote, Cubal, Cubal do Lumbo, Dombe Grande, Lobito, Catumbela, Egito, Monte Belo, Passe, Caimbambo, Catengue, Baía Farta, Cupupa, Imbala, Quendo, Chiongoroi, Capupa, Bolongueira, Ganda, Babaera, Kasseque, Chicurnu, Ebanga. |
| Bié            | Kuito        | Munhango, Caivera, Sachinemuna, Andulo, Belo Horizonte, Cambândua, Chicala, Chinguar, Chipeta, Chitembo, Chiuca, Chivaúlo, Dando, Gamba, Kachingues, Kaiei, Kalucinga, Camacupa, Kangote, Kassumbe, Catabola, Cuemba, Cunhinga, Kuito, Kunje, Kutato, Kwanza, Luando, Lúbia, Malengue, Mumbué, Mutumbo, Nharea, Ringoma, Sande, Soma Kwanza, Santo António da Muinha, Trumba, Umpulo. |
| Cabinda        | Cabinda      | Buco-Zau, Cacongo, Miconje, Luali, Cabinda, Chicamba, Dinge, Fubo, Iema, Inhoca, Malembo, Tando-Zinze, Lândana, Necuto, Belize. |
| Cuando Cubango | Menongue     | Baixo Longa, Bondo, Chinguanja, Cuangar, Dirico, Kaiundo, Kalai, Kuchi, Kueio, Kuito Kuanavale, Kutato, Kutuile, Longa, Luengue, Luiana, Maue. |
| Cunene         | Ondjiva      | Bangula, Cacite, Castilhos, Chitado, Evale, Humbe, Kafima, Kahama, Kalonga, Kuvati, Kuvelai, Môngua, Mukope, Mupa, Namakunde, Naulila, Ombala yo Mungu, Ondjiva, Oximolo, Shiede, Xangongo, Nehone Cafima, Evale, Simporo, yonde, Xagongo, Oncócua, Otthinjau. |
| Huambo         | Huambo       | Alto – Uama, Bailundo, Bimbe, Chiaca, Chinhama, Chinjenje, Chipipa, Chiumbo, Huambo, Kaála, Kachiungo, Kakoma, Kalenga, Kalima, Kambuengo, Katabola, Katata, Kuima, Lépi, Londuimbali, Longonjo, Lunge, Mbave, Mungo, Sambo, Tchipeio, Thicala Yhilohanga, Ukuma, Ussoke, Hengue-Caculo, Ecuma, Tchiahana, Chilata, Tchiumbo, Hungulo, Mundundo. |
| Huíla          | Lubango      | Cacula, Cacula-Sede, Capunda-Cavilongo, Chiange-Sede, Chibemba, Chibia-sede, Chicomba, Chipindo, Dongo, Galangue, Gungue, Humpata -Sede, Jamba, Jau, Kakonda, Kalépi, Kalukembe, Kassinga, Kilengue Kusse, Kutenda, Kuvango, Lubango, Matala, Ngola, Quihita, Quipungo-Sede, Tchipungo, Uaba, Santo Arina, Huila, Quilengues, Dinde, Imulo, Degola, Cusse, Bambi, Vincungo, Tchibembe, Capelango, Mulondo. |
| Cuanza Nord    | N'dalatando  | Aldeia Nova, Banga, Danje - ia - Menha, Dondo, Golungo Alto, Kaenda, Kakulo, Kamabatela, Kambondo, Kanhoca, Kiangombe, Kiculungo, Kilombo dos Dembos, Kissola, Luinga, Lukala, Massangano, Maúa, Ndalatando, Quiage, Quibaxe, São Pedro da Kilemba, Samba Cajú, Samba Lukala, Tango, Zenza do Itombe, Bindo, Bolongongo, Cariamba, Terreiro, Quiquemba, Cacongo, Cerca, Camome, Cavunga, Kiluanje. |
| Cuanza Sud     | Sumbe        | Assango, Botera, Dumbi, Ebo, Gabela, Gangula, Kabuta, Kalulo, Kapolo, Kariango, Kassanje, Kassongue, Kibala, Kienha, Kikombo, Kilenda, Kissanga Kungo, Kissongo, Konda, Kungo e Sanga, Kunjo, Munenga, Mussende, Ndala Kachibo, Pambangala, Quissanga, Sanga, São Lucas, Ucu – Seles, Waco Cungo, Sumbe, Porto Amboim, Quipaze, Atome, Quirimbo, Ambovia. |
| Luanda         | Luanda       | Bairro Operário, Barra do Cuanza, Benfica e Mussulo, Cacuaco, Camama, Cassequel, Cazenga, Corimba, Da Ilha, Futungo de Belas, Golfe, Havemos de Voltar, Hoji Ya Henda, Kinanga, Margal, Neves Bendinha, Ngola Kiluange, Prenda, Ramiro, Rangel, Rocha Pinto, Sambizanga, Tala Hady, Terra Nova, Vila Estoril, Cuca, Ilha do Cabo, Patrice Lumuba, Maculusso, Kilamba Kiaxi, Palanca, Malanga, Samba, Funda, Quicolo, Viana, Calumbo. |
| Lunda Nord     | Lucapa       | Iongo, Kachimo, Kamaxilo, Kambulo, Kamissombo, Kanzar, Kapenda Kamulemba, Kaungula, Kuango, Lóvua, Luachimo, Luia, Luremo, Xa – Cassau, Xá – Muteba, Xinge, Lucapa, Sombo, Capaia, Thitato, Cuilo, Caluango, Iubalo, Muvulege, Luangue, Cassengue, Quitapa. |
| Lunda Sud      | Saurimo      | Alto-Chikapa, Chiluage, Dala, Kakolo, Kassai-Sul, Kukumbi, Mona-Kimbundo, Mukonda, Murieje, Saurimo, Sombo, Xassengue, Cazeje, Luma Cassai. |
| Malanje        | Malanje      | Kakuso, Cinguengue, Kacuso, Pungo-Andongo, Cuale, Quinge, Cambundy, Catembo, Dumba, Cabango, Tala Mungongo, Bembo, Caombo, Micanda, Luquembo, Capunda, Dombo, Marimba, Quimbango, Quihuhu, Muquize, Catala, Quirima, Saltar, Cazongo, Cainda, Calunda, Lovua, Lumbala, Candundo, Macondo, Lumbala-Ngimbo, Chiume, Lumai, Lutembo, Mussuma, Ninda, Sessa, Kalamagia, Kalandula, Kambaxe, Kambo, Kambondo, Kangandala, Kangando, Karibo, Kateco-Kangola, Kaxinga, Kela, Kimambamba, Kissele, Kiuaba-Nzoji, Kizenga, Kota, Kunda-iá-Baze, Lombe, Malanje, Massango, Mikixi, Milando, Moma, Mufuma, Mukari, Ngola-Luije, Sokeko, Tembo-Aluma, Xandele. |
| Moxico         | Luena        | Alto Zambeze, Chiume, Kaianda, Kalunda, Kamanongue, Kangamba, Kangumbe, Kavungo, Lago-Dilolo, Léua, Liangongo, Lóvua, Luakano, Lukusse, Lumbala-Kakengue, Lumbala-Nguimbo, Lumeje Kameia, Lutembo, Lutuai ou Muangai, Macondo, Mussuma, Ninda, Tempué, Sessa, Cassamba, Muié. |
| Namibe         | Moçâmedes    | Baia dos Tigres, Bairro Dos Corações, Bairro Heróis, Bentiaba, Bibala-Sede, Cainde, Caitou, Camacuio-Sede, Chingo, Kapagombe, Lola, Mamué, Mucaba, Muinho, Savo-Mar, Tômbua, Torre do Tambo, Virei-Sede, Yona, Namibe, Lucira. |
| Uíge           | Uíge         | Aldeia Viçosa, Alto Zaza, Bembe, Beu, Buengas, Bungo, Cambembe, Cuilo Pombo, Dimuca, Kinvuenga, Lucanga, Mabaia, Macuba, Mbanza Nnosso, Quinzala, Sacandica, Uamba, Vista Alegre, Uíge, Negage, Dimuca, Quisseque, Puri, Cangola, Mengo, Caiongo, Sanza Pompo, Milunga, Macocola, Massau, Macolo, Quibele, Cuango, Icoca, Nova Esperança, Qitexe, Cuilo-Camboso, Cambamba, Songo, Nova Caipenba, Quipedro, Camatambo, Lembua, Petecusso, Maquela do Zombo, Quibocolo, Cuilo, Futa. |
| Zaire          | Mbanza Congo | Kanda, Kelo, Kiende, Kindeji, Kinzau, Kiximba, Kuimba, Loje-Kibala, Luvu, Mangue Grande, Mbanza Kongo, Mbuela, Mussera, Nkalambata, Nóqui, Nzeto, Pedra de Feitiço, Soyo, Sumba, Caluca, Nadinba, Buela, Luvaca, Lufico, Mpala Lulendo, Loge, Tomboco, Quingombe, Caluca, Nadimba, Buela, Luvaca, Lufico, Mpala Lulendo, Loge, Tomboco, Quingombe. |